# 馬納無鬚魮
馬納無鬚魮（Manalak、学名：Puntius manalak）是輻鰭魚綱鯉形目鯉科的一個種，被IUCN列為極危保育類動物，分布於亞洲菲律賓民答那峨島拉瑙湖流域，為特有種，本魚背面深綠色，側面淡黃色，腹部灰白色；頭頂與吻黑色的在眶下骨與鰓蓋上也有淺藍灰色表皮性的斑點；鰭灰白的或與玫瑰色的斑塊，體長可達31.5公分，背鰭硬棘4；背鰭軟條8枚；臀鰭硬棘3枚；臀鰭軟條5枚，棲息在中底層水域，可做為食用魚。

## 外部連結
- 馬納無鬚魮的圖片